# Боргомаро
Боргомаро (итал. Borgomaro) је насеље у Италији у округу Империја, региону Лигурија.
Према процени из 2011. у насељу је живело 361 становника. Насеље се налази на надморској висини од 194 м.

## Становништво
| 1931. | 1936. | 1951. | 1961. | 1971. | 1981. | 1991. | 2001. | 2011. |
| ----- | ----- | ----- | ----- | ----- | ----- | ----- | ----- | ----- |
| 2.059 | 1.980 | 1.768 | 1.567 | 1.313 | 1.094 | 934   | 842   | 873   |